# Strand ved Skagen
|  | Denne artikel er oprettet af botten PalnaBot ud fra en ekstern database. Den kan derfor have sproglige fejl eller mangler. Denne skabelon kan fjernes efter kontrol af indholdet. |

Strand ved Skagen er en film med ukendt instruktør.

## Handling
Fiskere sætter båd i vand fra strandkant og går ud på havet. Stenhøfte, bølgebryder. Fiskerne kommer ind igen. Bringer net og fangst i land. Mennesker på strand. Kutter på havet. Fisker og lille dreng. Skagen Fyrtårn. Mindesten over Holger Drachmann. Ildebrand ombord på et skib. Bølger på strandkant. Nogle bølger ser ud som om de er fra Grenen på Skagen. Der er bølger både fra højre og venstre. Havskum ved stranden.